# Lo que yo sé de ti
«Lo que yo sé de ti» es el segundo sencillo del álbum Habitación doble lanzado el 24 de noviembre de 2008 por el dúo estadounidense Ha*Ash, integrado por las hermanas Hanna Nicole y Ashley Grace. La pista alcanzó la primera posición en las listas radiales en México, como en las listas Billboard México Español Airplay y México Airplay.

## Información de la canción
«Lo que yo sé de ti» publicado el día 24 de noviembre de 2008 como el segundo sencillo del álbum Habitación doble y estrenada en el programa "Estreno mundial", que se transmite por un canal de latino de música. La canción fue compuesta por Ashley, Hanna y Leonel García. Producida por el Mexicano Áureo Baqueiro.
Es una balada romántica que invita a curar a un corazón lastimado después de una ruptura ofreciendo apoyo, amor y comprensión en la misma. Inspirada en una relación de Ashley, la misma intérprete explicó el tema: “Es una historia que viví, donde me enamoré profundamente. Cuando una persona no deja que lo ames, en ocasiones es por miedo a que te enteres de su pasado o cosas que él haya hecho. Estoy diciendo con esta canción que no importa lo que haya hecho y dicho, que yo escojo amarlo así".

## Vídeo musical
El vídeo oficial de «Lo que yo sé de ti» fue grabado en Ciudad de México y estrenado el 24 de noviembre de 2008. Dirigido por Pablo Davila, En él se puede ver a las hermanas cantando en una clase de bosque oscuro, el cual refleja el miedo que una persona puede sentir cuando se enamora, hasta llegar al momento que aparece los lados oscuros de una relación y el recuerdo del pasado. Fue subido oficialmente en el canal de YouTube del dúo el día 25 de octubre de 2009.
En el año 2012 el dúo estreno una versión del tema, esta vez en un concierto en vivo y junto al cantante Leonel García, la cual formó parte del DVD incluido en la edición especial del álbum A tiempo.

## Presentaciones en vivo
El tema fue incluido en las giras Habitación Doble Tour y A Tiempo Tour, siendo interpretado desde el año 2007 hasta el año 2013, donde fue tocado por última vez.
Ha*Ash ha cantando en tres oportunidades el tema «Lo que yo sé de ti» con la participación de otros artista:
- 16 de diciembre de 2008 en los evento de la Posada 40 junto a Kalimba.[17]

- 16 de octubre de 2011 en el Teatro Diana de Guadalajara junto a Joy Huerta como parte de la gira A tiempo.[18][19]

- 24 de septiembre de 2011 en el Auditorio Nacional junto a Leonel García como parte de la gira A tiempo.[20]

## Créditos y personal
Créditos adaptados de las notas del álbum y AllMusic.

### Grabación y gestión
- Grabado en Brava! Music (Ciudad de México) e Igllo Music (California)
- Masterización en Igllo Music (Burbank, California)
- Mezcla en Igloo Music (Burbank, California)
- Editado en Digital Perfomer
- Administrado por Sony BMG / ATV Discos Music Publishing LLC / Westwood Publishing

### Personal
- Ashley Grace: voz
- Hanna Nicole: voz
- Aaron Sterling: batería
- Jimmy Jhonson: bajo
- Dean Parks: guitarra acústica, guitarra eléctrica, mandolina, pedal steel
- John Gilutin: teclados
- Áureo Baqueiro: producción, arreglos, dirección vocal
- Gustavo Borner: ingeniería de grabación, mezcla
- Joseph Greco: asistente de grabación, ingeniero de grabación de guitarras
- Nichoali Baxter: ingeniero de grabación de voces

## Posicionamiento en las listas
| Listas (2008 - 2009)            | Mejor posición |
| ------------------------------- | -------------- |
| México (México Airplay)         | 1              |
| México (México Español Airplay) | 1              |
| México (Monitor Latino)         | 1              |
| México Tocadas (Monitor Latino) | 2              |